# Brecon, Radnor and Cwm Tawe
Aberhonddu, Maesyfed a Chwm Tawe
Aberhonddu, Maesyfed a Chwm Tawe
Brecon, Radnor and Cwm Tawe, également connu sous le nom alternatif d’Aberhonddu, Maesyfed a Chwm Tawe, est une division électorale britannique créée en 2023 et utilisée à la suite des élections générales de 2024.
Appartenant à la catégorie des circonscriptions de comté, Brecon, Radnor and Cwm Tawe est constitué à la suite de la révision périodique des circonscriptions parlementaires de 2023. Elle pourvoit un siège à la Chambre des communes à partir de l’ouverture de la LIXe législature, en 2024.

## Histoire
Dans le cadre de la révision des circonscriptions parlementaires de 2023, le rapport final de la commission des limites pour le pays de Galles préconise la création de Brecon, Radnor and Cwm Tawe (également désigné sous le nom alternatif d’Aberhonddu, Maesyfed a Chwm Tawe) à partir de vingt-quatre sections électorales comprises dans deux circonscriptions existantes : trente-neuf relevant de celle de Brecon and Radnorshire et neuf de Neath.
Brecon, Radnor and Cwm Tawe est érigé comme circonscription de comté par le Parliamentary Constituencies Order 2023 à partir de portions de territoires de deux zones principales, le borough de comté de Neath Port Talbot (portion de neuf sections électorales) et le comté du Powys (portion de trente-neuf sections électorales). Légalement, elle entre vigueur le jour des élections générales de la Chambre des communes suivant la promulgation du décret. Un siège est donc à pourvoir à partir d’élections générales anticipées devant être conduites le 4 juillet 2024,.

## Description

### Toponymie
La circonscription tire son nom de plusieurs entités géographiques présentes sur son territoire : Brecon, Cwm Tawe (cy) et Radnor. Elle dispose d’un nom alternatif, Aberhonddu, Maesyfed a Chwm Tawe.

### Données démographiques
Selon le rapport final sur la révision périodique des circonscriptions parlementaires de la commission des limites pour le pays de Galles, la circonscription détient 72 113 électeurs (données 2020) sur une superficie estimée de 3 090 km2.
D’après le dernier recensement de la population en vigueur (2021) publié par l’Office for National Statistics en 2022, la circonscription admet une population résidentielle totale (all usual residents en anglais) de 92 054 habitants. Brecon, Radnor and Cwm Tawe ne comprend aucune zone urbanisée (built-up area en anglais) de plus de 10 000 habitants. Avec ses 8 255 habitants, Brecon, classée comme « petite agglomération », est la plus grande ville de la circonscription,.

## Représentation
| Législature | Période                    | Période                    | Membre | Groupe | Fonction |
| ----------- | -------------------------- | -------------------------- | ------ | ------ | -------- |
| LIXe        | À partir du 4 juillet 2024 | À partir du 4 juillet 2024 |        |        |          |

## Résultats électoraux
| Candidat                   | Candidat            | Parti                       | Vote | Vote | Vote |
| Candidat                   | Candidat            | Parti                       | Voix | %    | ±    |
| -------------------------- | ------------------- | --------------------------- | ---- | ---- | ---- |
|                            |                     | Démocrates libéraux         |      |      | ND   |
|                            |                     | Parti conservateur          |      |      | ND   |
|                            |                     | Parti des travailleurs (en) |      |      | ND   |
|                            |                     | Parti travailliste          |      |      | ND   |
|                            |                     | Parti vert                  |      |      | ND   |
|                            |                     | Plaid Cymru                 |      |      | ND   |
|                            |                     | Réformer le Royaume-Uni     |      |      | ND   |
|                            |                     |                             |      |      |      |
| Majorité                   | Majorité            | Majorité                    |      |      | ND   |
| Transfert de Butler        | Transfert de Butler | Transfert de Butler         |      |      | ND   |
|                            |                     |                             |      |      |      |
| Corps électoral            |                     |                             |      |      |      |
| Abstention, blancs et nuls |                     |                             |      |      |      |
| Exprimés                   | Exprimés            | Exprimés                    |      |      | ND   |